# Hesperantha teretifolia
Hesperantha teretifolia är en irisväxtart som beskrevs av Peter Goldblatt. Hesperantha teretifolia ingår i släktet Hesperantha och familjen irisväxter. Inga underarter finns listade i Catalogue of Life.